# كانديس بوشير
كانديس بوشير (بالإنجليزية: Candice Boucher)‏ وهي عارضة أزياء وممثلة جنوب أفريقية ولدت في يوم 17 أكتوبر 1983 في مدينة ديربان في جنوب أفريقيا وظهرت في عدة مجلات منها إف إتش إم وجي كيو وكوزمابولتين وسبورتس إيلوستريتد ومجلة إل وقد عملت مع شركة فيلا الإيطالية ومثلت في الفلم الهندي آزان.

## روابط خارجية
- كانديس بوشير على موقع IMDb (الإنجليزية)
- كانديس بوشير على موقع دليل عارضات الأزياء (الإنجليزية)